# 瀘州
瀘州（ろしゅう）は、中国にかつて存在した州。南北朝時代から民国初年にかけて、現在の四川省瀘州市一帯に設置された。

## 魏晋南北朝時代
南朝梁の大同年間（535年 - 546年）に設置された。

## 隋代
隋初には、瀘州は2郡5県を管轄した。583年（開皇3年）、隋が郡制を廃すると、瀘州の属郡は廃止された。607年（大業3年）に州が廃止されて郡が置かれると、瀘州は瀘川郡と改称され、下部に5県を管轄した。隋代の行政区分に関しては下表を参照。
| 隋代の行政区画変遷 | 隋代の行政区画変遷          | 隋代の行政区画変遷 | 隋代の行政区画変遷 | 隋代の行政区画変遷                 |
| 区分               | 開皇元年                    | 開皇元年           | 区分               | 大業3年                            |
| ------------------ | --------------------------- | ------------------ | ------------------ | ---------------------------------- |
| 州                 | 瀘州                        | 瀘州               | 郡                 | 瀘川郡                             |
| 郡                 | 東江陽郡                    | 洛源郡             | 県                 | 瀘川県 綿水県 江安県 合江県 富世県 |
| 県                 | 瀘川県 綿水県 漢安県 合江県 | 富世県             | 県                 | 瀘川県 綿水県 江安県 合江県 富世県 |

## 唐代
618年（武徳元年）、唐により瀘川郡は瀘州と改められた。742年（天宝元年）、瀘州は瀘川郡と改称された。758年（乾元元年）、瀘川郡は瀘州の称にもどされた。瀘州は剣南道に属し、瀘川・綿水・江安・涇南・合江・富義の6県を管轄した。瀘州は納州・薛州・晏州・鞏州・順州・奉州・思峨州・能州・淯州・浙州の10州を都督した。

## 宋代
北宋のとき、瀘州は潼川府路に属し、瀘川・江安・合江の3県を管轄した。南宋のとき、納渓県が加増された。南井監と楽共城・九支城・武都城を管轄した。羈縻州として納州・薛州・晏州・鞏州・順州・奉州・思峨州・能州・淯州・浙州・長寧州・定州・宋州・悦州・藍州・溱州・高州・姚州の18州を管轄した。

## 元代
元のとき、瀘州は重慶路に属し、納渓・江安・合江の3県を管轄した。

## 明代以降
1373年（洪武6年）、明により瀘州は直隷州に昇格した。瀘州直隷州は四川省に属し、納渓・江安・合江の3県を管轄した。
清のとき、瀘州直隷州は四川省に属し、納渓・江安・合江の3県を管轄した。
1912年、中華民国により瀘州直隷州は廃止され、瀘県と改められた。